# Beata Stoczyńska

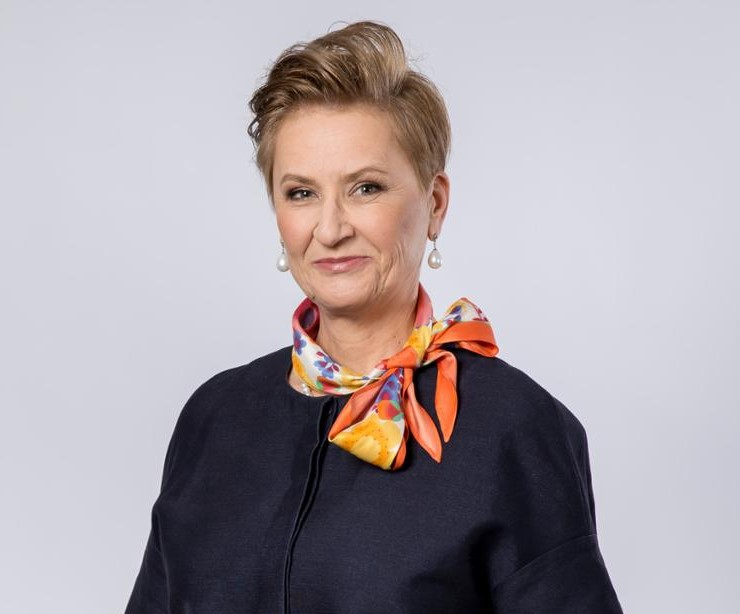
Beata Stoczyńska (2020)

Beata Stoczyńska, geborene Sutuła (* 21. August 1961 in Sieradz, Polen) ist eine polnische Diplomatin.

## Werdegang
Stoczyńska machte 1986 ihren Abschluss in Wirtschaft der Wirtschaftsuniversität Breslau. Sie absolvierte diplomatische Kurse an der Stanford University und dem Institut für Internationale Angelegenheiten in Neu-Delhi, sowie ein Diplom-Programm der Asia Pacific School of Economics und Management an der Australian National University.

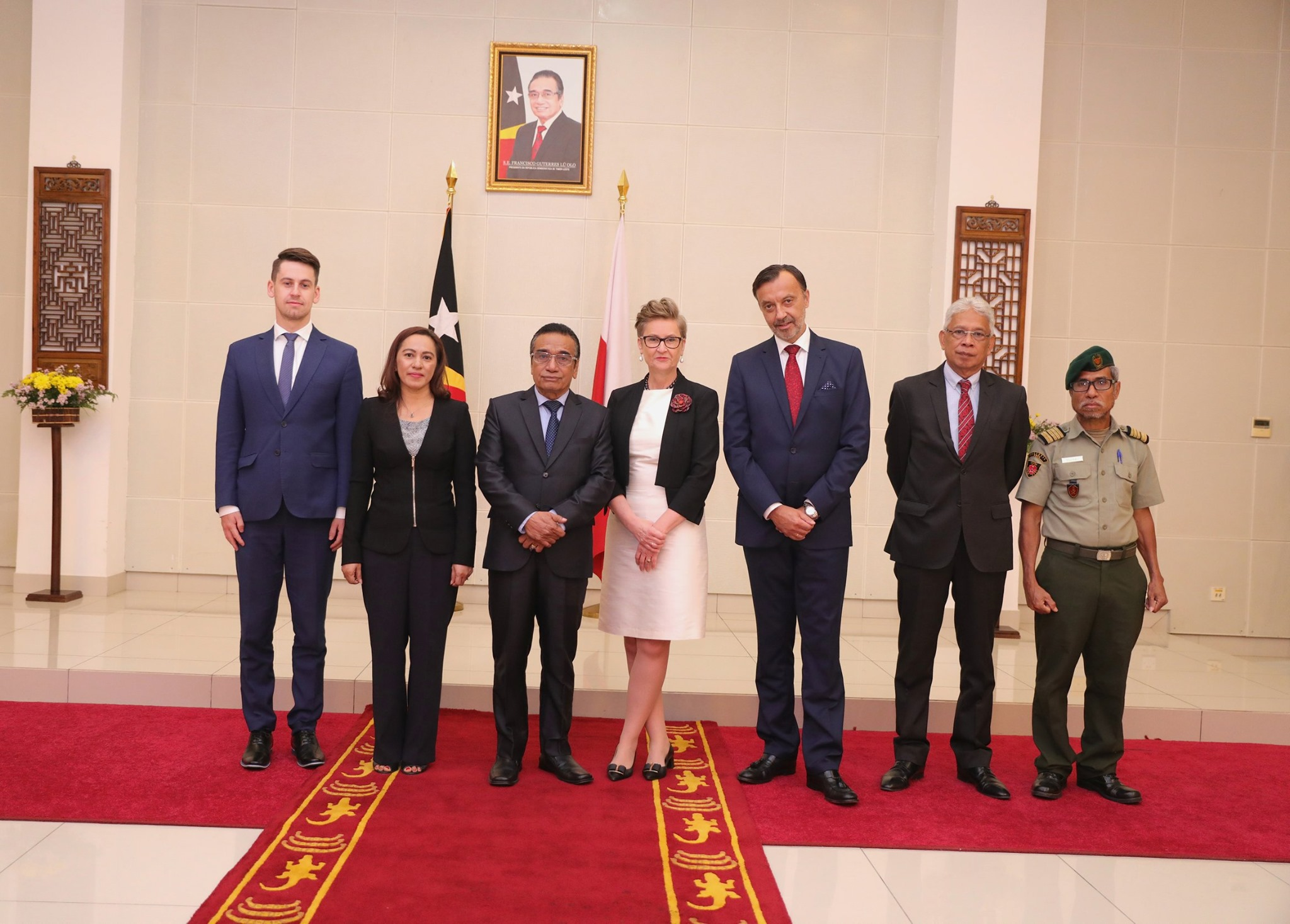
Beata Stoczyńska bei Osttimors Präsidenten Francisco Guterres (2019)

Von 1992 bis 1993 war sie stellvertretende Direktorin der Wirtschaftsabteilung im Ministerium für wirtschaftliche Zusammenarbeit mit dem Ausland. 1993 wechselte sie zum Außenministerium in die Abteilung Afrika, Asien, Australien und Ozeanien. Von 1996 bis 2000 diente sie als Chargé d’affaires an der polnischen Botschaft in Canberra (Australien). Dann wurde sie stellvertretende Direktorin, zunächst der Abteilung Asien, Australien und Lateinamerika, dann der Abteilung Asien-Pazifik. Von 2009 bis 2014 hatte sie das Amt der polnischen Botschafterin in Neuseeland inne. Darauf folgte von 2014 bis 2015 der Posten der Direktorin des Büros für Infrastruktur im Außenministerium und dann des stellvertretenden Direktors der Abteilung Asien-Pazifik. Am 19. Februar 2018 erhielt Stoczyńska ihre Ernennung zur polnischen Botschafterin in Jakarta. Am 4. April übergab sie ihre Akkreditierung in Indonesien und am 16. Juli 2019 in Osttimor. Außerdem war sie für die ASEAN akkreditiert. Sie beendete ihre Amtszeit im Juli 2024.

## Sonstiges
Stoczyńska ist verheiratet, hat zwei Kinder und spricht Englisch, Französisch und etwas Russisch.
Sie verfasste zahlreiche Bücher und Artikel zur asiatischen sowie die polnische Außenpolitik in Asien und Afrika, die Prioritäten der Außenpolitik von Australien und Ostasien an der Jahrhundertwende. Außerdem hielt Stoczyńska Vorträge zu asiatischen Ländern an verschiedenen Universitäten. 2012 wurde sie von der Wirtschaftsuniversität in Breslau mit dem Crystal Alumnus Award (polnisch Kryształowy Alumnus) ausgezeichnet.